# Lithobiidae
Die Lithobiidae (wie auch die Ordnung ebenfalls Steinläufer genannt) sind eine Familie unter der Klasse der Hundertfüßer mit 85 Gattungen:

## Merkmale
Die Arten sind meist rötlich braun, ihr Körper abgeflacht. Die Rückenplatten der einzelnen Segmente sind abwechselnd schmal und breit. Es sind 15 Beinpaare vorhanden, die letzten zwei sind die längsten. Die schlanken Fühler laufen spitz zu.

## Lebensraum und Lebensweise
Lithobiidae sind auf dem Boden lebende, epedaphische Hundertfüßer. Sie bewohnen feuchte Lebensräume, zum Beispiel unter Felsen und Baumstämmen, in Höhlen oder auch im Gartenkompost. Sie sind Prädatoren die sich von den weichen Teilen kleiner Insekten, Spinnen und Landasseln ernähren. Gelegentlich nehmen sie auch Pilzsporen und zerfallende Pflanzen zu sich.

## Verbreitung
Die Lithobiidae sind auf allen Kontinenten mit Ausnahme der Antarktis verbreitet, der überwiegende Teil der Arten kommt jedoch in der Holarktis vor. Es ist unklar, welche Arten aus der Paläarktis in der Nearktis eingeschleppt worden sind und umgekehrt. Viele Arten kommen auch in der Orientalis vor, andere aus Südafrika und Australien könnten Neozoen sein. Manche Arten sind wegen ihrer Verbreitung auf verschiedenen Kontinenten mehrfach beschrieben worden.

## Äußere Systematik
Neben der Familie der Lithobiidae gibt es innerhalb der Ordnung der Steinläufer noch die Familie der Henicopidae.

## Innere Systematik
Gattungen
Stand. 29. April 2016
- Alaskobius Chamberlin, 1946
- Anodonthobius Matic 1983
- Archethopolys Chamberlin, 1925
- Arebius Chamberlin, 1917
- Arenobius Chamberlin, 1912
- Arkansobius Chamberlin, 1938
- Atethobius Chamberlin, 1915
- Australobius Chamberlin, 1920
- Banobius Chamberlin, 1938
- Bothropolys Wood, 1862
- Calcibius Chamberlin & Wang, 1952
- Cerrobius Chamberlin, 1942
- Cruzobius Chamberlin, 1942
- Dakrobius Zalesskaya, 1975
- Delobius Chamberlin, 1915
- Elattobius Chamberlin, 1941
- Enarthrobius Chamberlin, 1926
- Escimobius Chamberlin, 1949
- Ethopolys Chamberlin, 1912
- Eulithobius Stuxberg, 1875
- Eupolybothrus Verhoeff in Bronn, 1907
- Friobius Chamberlin, 1943
- Gallitobius Chamberlin, 1933
- Garcibius Chamberlin, 1942
- Garibius Chamberlin, 1913
- Georgibius Chamberlin, 1944
- Gonibius Chamberlin, 1925
- Gosibius Chamberlin, 1912
- Guambius Chamberlin, 1912
- Guerrobius Chamberlin, 1942[10]
- Harpolithobius Verhoeff, 1904
- Helembius Chamberlin, 1918
- Hessebius Chamberlin, 1941
- Juanobius Chamberlin, 1928
- Kiberbius Chamberlin, 1917
- Labrobius Chamberlin, 1915
- Liobius Chamberlin & Mulaik, 1940
- Lithobius Leach, 1814
- Llanobius Chamberlin & Mulaik, 1940
- Lobochaetotarsus Verhoeff, 1934
- Lophobius Chamberlin, 1922
- Malbius Chamberlin, 1943
- Mayobius Chamberlin, 1943
- Metalithobius Chamberlin, 1910
- Mexicobius Chamberlin, 1915
- Mexicotarsus Verhoeff, 1934
- Monotarsobius Verhoeff, 1905
- Nadabius Chamberlin, 1913
- Nampabius Chamberlin, 1913
- Neolithobius Stuxberg, 1875
- Nipponobius Chamberlin, 1929
- NothembiusChamberlin, 1917
- Nuevobius Chamberlin, 1941
- Oabius Chamberlin, 1917
- Ottobius Chamberlin, 1952
- Paitobius Chamberlin, 1912
- Paobius Chamberlin, 1922
- Pholobius Chamberlin, 1917
- Photofugia  Hoffer 1937
- Physobius Chamberlin, 1945
- Planobius Chamberlin & Wang, 1952
- Pleurolithobius Verhoeff, 1899
- Pokabius Chamberlin, 1912
- Popobius Chamberlin, 1941
- Pseudolithobius Stuxberg, 1875
- Pterygotergum Verhoeff, 1934
- Schizotergitius Verhoeff, 1930
- Serrobius Causey, 1942
- Shosobius Chamberlin & Wang, 1952
- Simobius Chamberlin, 1922
- Sonibius Chamberlin, 1912
- Sotimpius Chamberlin, 1912
- Sozibius Chamberlin, 1912
- Taiyubius Chamberlin, 1912
- Texobius Chamberlin & Mulaik, 1940
- Tidabius Chamberlin, 1913
- Tigobius Chamberlin, 1917
- Tropobius Chamberlin, 1943
- Typhlobius Chamberlin, 1922
- Uncobius Chamberlin, 1943
- Validifemur Ma, Song & Zhu, 2007[11]
- Vulcanbius Chamberlin, 1943
- Watobius Chamberlin, 1911
- Zinapolys Chamberlin, 1912
- Zygethopolys Chamberlin, 1925